# Ceroctena amynta
Ceroctena amynta là một loài bướm đêm trong họ Noctuidae.

## Hình ảnh

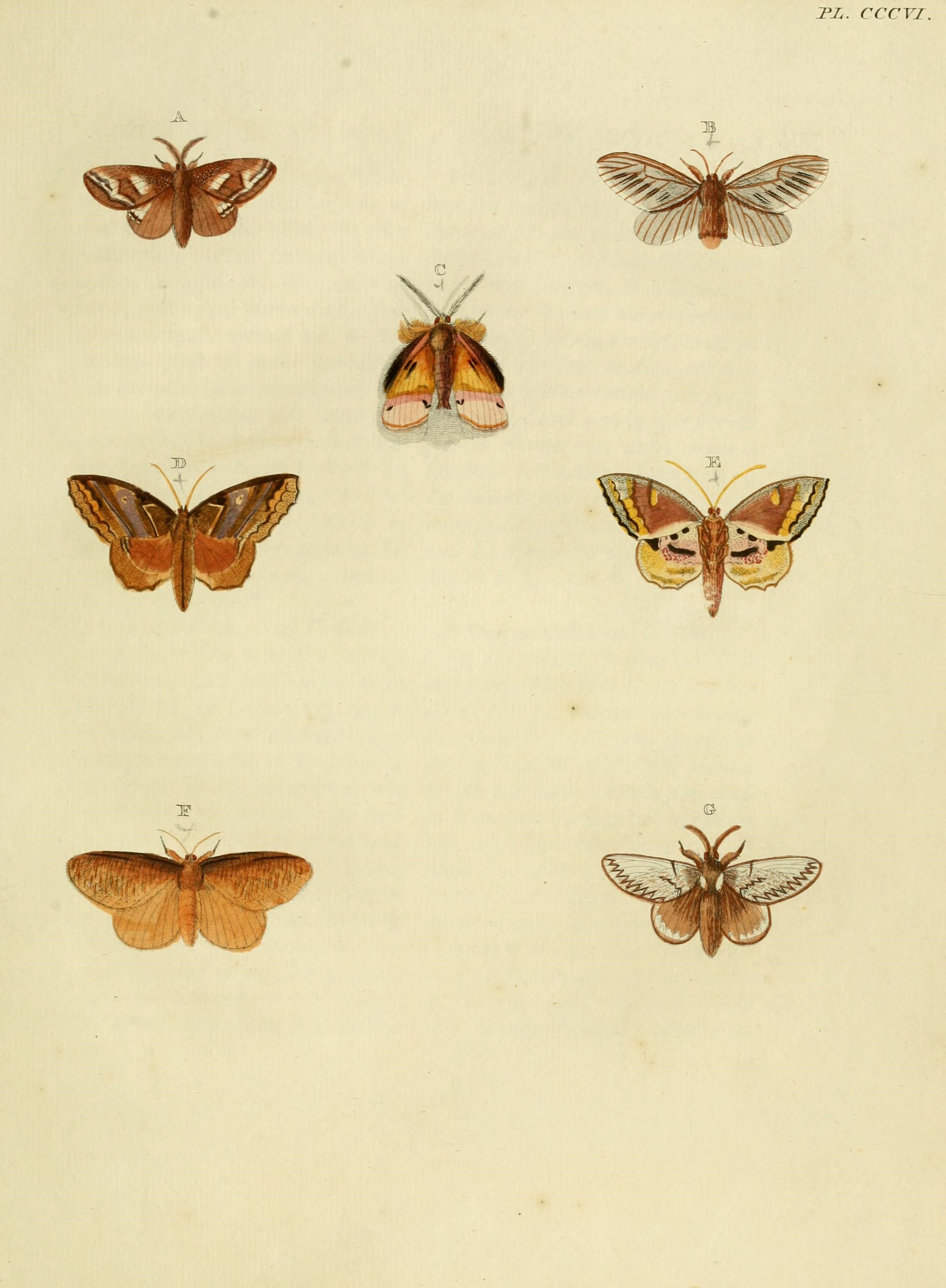